# Centro pastoral San Carlos Borromeo

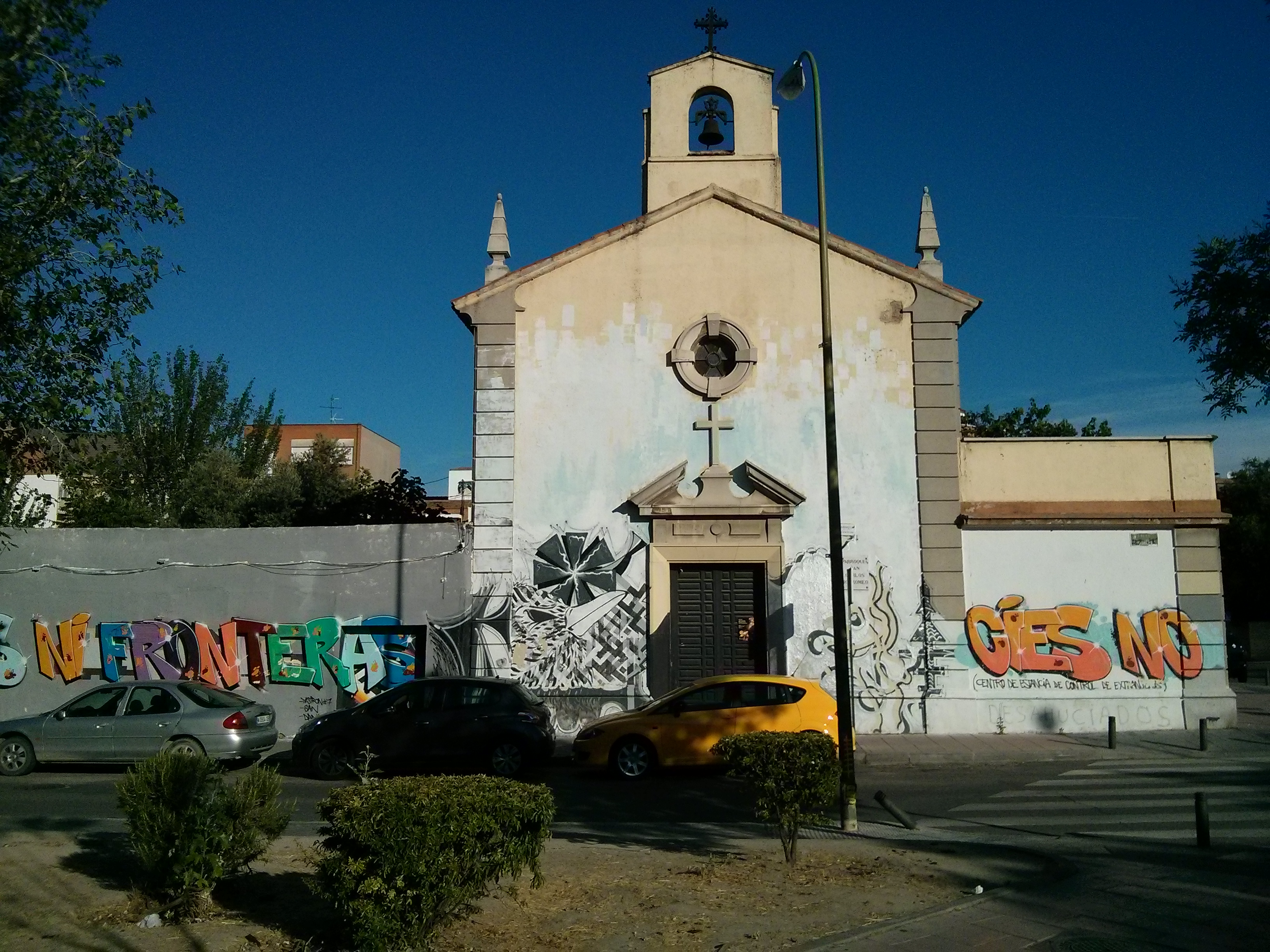
Fotografía realizada en junio de 2014, de la entrada principal de la iglesia San Carlos Borromeo de Entrevías. Se puede ver un grafiti autorizado, que da un mensaje en contra de los CIEs (centros de internamiento de Extranjeros).

El centro pastoral San Carlos Borromeo es un templo católico en España que se encuentra en el barrio madrileño de Entrevías. Funcionó como parroquia hasta 2007, y actualmente está constituida en centro pastoral.

## Historia
Desde los años 1980, los curas de la parroquia se han involucrado de forma personal en los problemas de la gente de la zona, en particular, la droga y los jóvenes e inmigrantes con riesgo de exclusión social. A menudo, estos temas han ocupado buena parte del tiempo de misa. En este sentido, la parroquia ha dado su apoyo al colectivo Madres contra la Droga, y en 1989 tuvo lugar el primer encierro de inmigrantes de España.
La falta de confesionarios, puesto que las confesiones se realizaban en comunidad, el oficio de la misa en vaqueros y sin casulla y, sobre todo, la sustitución de la hostia consagrada por una rosquilla o una galleta alejaron de la parroquia a muchos fieles de la ortodoxia católica, despertando los recelos del arzobispado de Madrid y las simpatías de parte de la izquierda. La parroquia fue conocida en diversos medios como "la iglesia roja de Entrevías". 
En junio de 2007 el obispo auxiliar del arzobispado, Fidel Herráez, se reunió con los tres curas de San Carlos Borromeo -Javier Baeza, Enrique de Castro y José Díaz- para determinar su cierre como parroquia, hecho que creó indignación en una parte de la comunidad católica madrileña y en los propios párrocos afectados por la clausura. En noviembre del mismo año, se constituyó como centro pastoral.